# Armeniska folkmordet

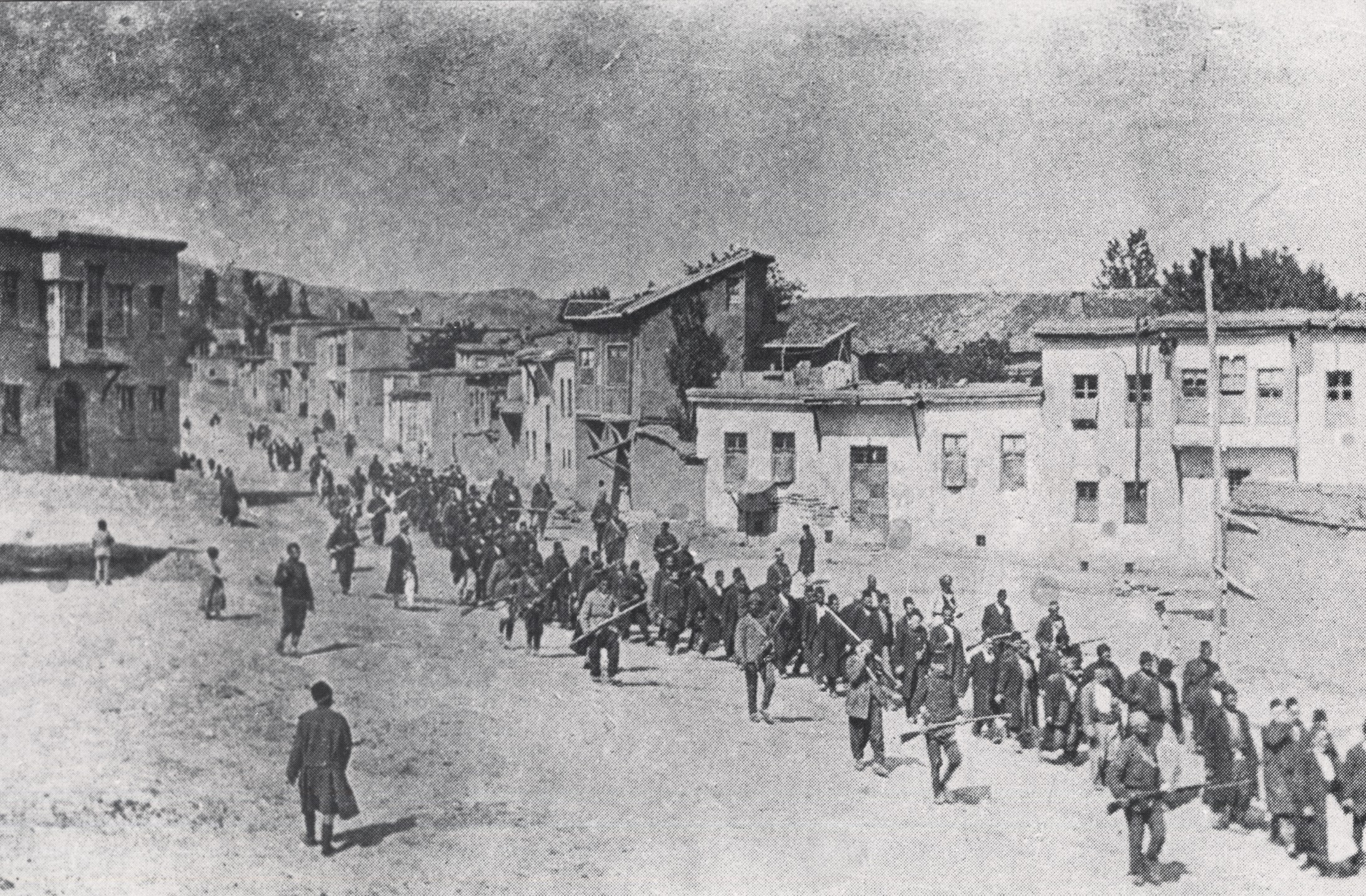
Civila armenier förs till ett närbeläget fängelse i Mezireh av beväpnade turkiska soldater. Kharpert, Osmanska riket, april 1915.

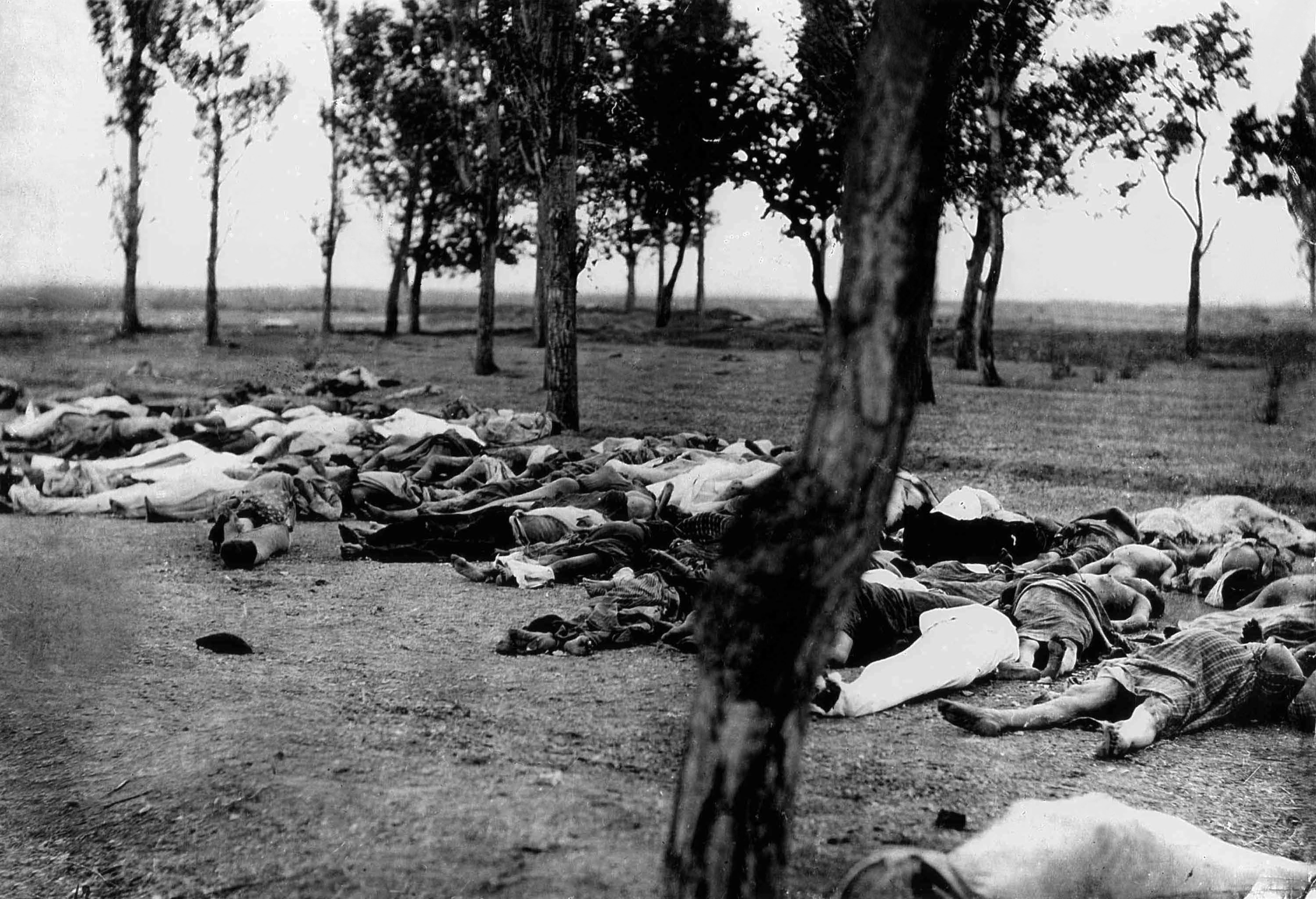
Mördade armenier.

Armeniska folkmordet var ett folkmord på och svår förföljelse av den armeniska befolkningen i dåvarande Osmanska riket mellan framför allt 1915 och 1916, men förföljelserna fortsatte fram till 1923. Folkmordet inledes samtidigt som första världskriget pågick (1914–1918). Folkmordet var huvudsakligen riktat mot armenier, men även andra kristna grupper drabbades hårt. Utöver armenierna så mördades och förföljdes assyrier/syrianer, pontiska greker och kaldéer inom riket. Huvudansvariga för folkmorden var den ungturkiska rörelsen.

## Bakgrund

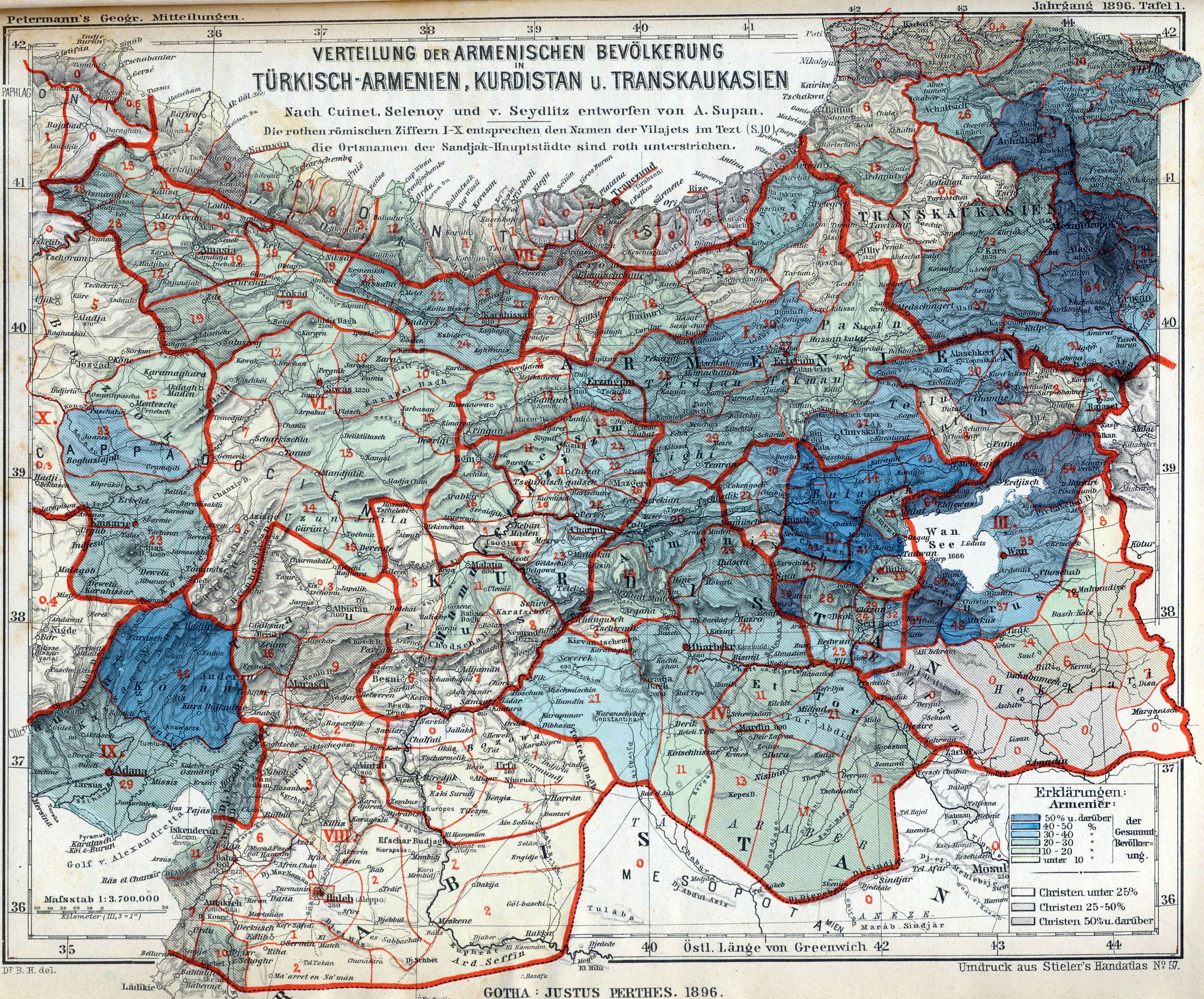
”Den armeniska befolkningens fördelning i Turkiska Armenien, Kurdistan och Transkaukasien” (ju mörkare blå, desto högre andel armenier) – karta ur Petermanns Geographische Mitteilungen (1896).

I det osmanska riket var vid den här tiden muslimska turkar den dominerande gruppen. De judar och kristna som fanns levde segregerade från muslimerna som dhimmi och hade vissa rättigheter. Den armeniska minoriteten tillhörde till största delen den armeniska apostoliska kyrkan och levde i städerna i särskilda milleter där de fick en viss frihet i inre angelägenheter. Armenierna hade inget politiskt inflytande, särbehandlades juridiskt och fick betala en extra skatt som ”otrogna”. Armenierna var framgångsrika inom ekonomin och under 1900-talets början fick de även möjlighet att tillträda statliga ämbeten. De var mest koncentrerade i östra Anatolien där det historiska armeniska riket funnits. I Osmanska riket fanns under 1870-talet två miljoner armenier; i Ryssland fanns tre miljoner.

## Upptakten till folkmordet
Under det sena artonhundratalet flödade europeiska idéer och konsumtionsvaror in i det osmanska riket. Det ledde till att de turkiska muslimska feodala härskarna och hantverkarna i riket kom i konflikt med de handels- och Europainriktade armenierna. Riket var dock beroende av investeringar vilket stärkte armeniernas ställning. En annan konflikt var den mellan stad och landsbygd: armenierna hade tillsammans med andra kristna minoriteter en stark ställning i städerna medan turkarna och kurderna dominerade landsbygden.

### Krav på autonomi
Inspirerade av nationalismen började armenierna under sent 1800-tal att ställa krav på att få samma rättigheter som muslimerna. De organiserade sig i partier och fick internationellt stöd för sina nationella strävanden. Vissa av partierna ville bryta sig ut ur det osmanska riket och bilda en armenisk stat, men den stora majoriteten armenier uppfattades som lojala och välanpassade undersåtar. I fredsfördraget i San Stefano efter rysk-turkiska kriget 1877–1878 och vid Berlinkongressen ställdes krav på viss armenisk autonomi, krav som inte skulle följas upp av de stormakter som ställt dem.

### Massakrer och pogromer
Den ökade misstänksamheten mot västvärlden riktades allt mer mot armenierna. Från 1894 till 1896 dödades hundratusentals armenier i en massaker, de "armeniska massakrerna", som inleddes med att turkiska och kurdiska trupper anföll armeniska bönder runt staden Sassoun. År 1896 intogs den osmanska banken i Konstantinopel av radikala armenier som hotade att spränga banken om det inte blev ett stopp på pogromerna mot armenier. Resultatet blev att pogromerna blev alltmer intensiva och tusentals armenier dödades i huvudstaden. Abdülhamid II, den osmanske sultanen, lät massakrerna fortsätta.

### Ungturkarna
Mellan 1908 och 1909 avsattes den konservative sultanen av en grupp reforminriktade unga officerare vilket inledde den ungturkiska revolutionen. Bland ungturkarna fanns två inriktningar: En var en liberal inriktning som ville decentralisera riket, utöka minoriteternas rättigheter och i det långa loppet förvandla riket till en federation. Den andra inriktningen var nationalistisk och ville stärka centralmakten och de muslimska turkarnas dominans. Motgångarna i Balkankrigen kom dock att leda till ett allt hårdare samhällsklimat; ungturkarna, som ursprungligen samarbetat med armenierna, blev alltmer chauvinistiska och islamistiska.

## Folkmordet

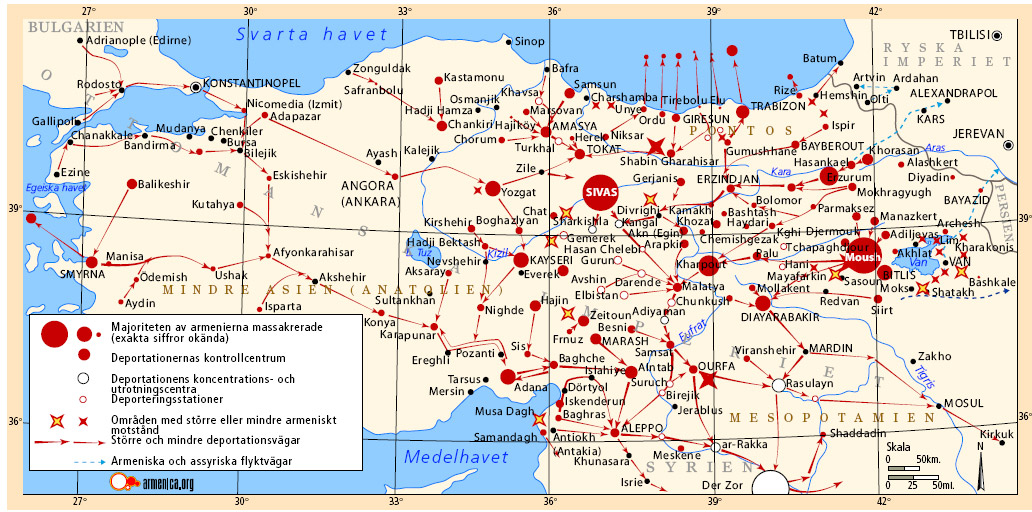
Karta över områden där folkmordet inträffade.

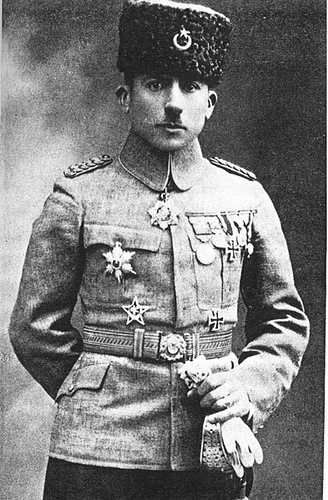
Rafael de Nogales Méndez (1879–1936), en officer från Venezuela som tjänstgjort i den osmanska armén, skrev en detaljerad redogörelse för massakrerna i sin bok Cuatro años bajo la media luna (Fyra år under månskäran).

De ungturkiska ledarna slöt ett hemligt alliansfördrag med Tyskland och gick under hösten 1914 definitivt in i första världskriget, där man gjorde territoriella förluster längs fronten mot Ryssland. År 1915 avväpnades och demobiliserades de armeniska soldaterna i den osmanska armén.
Natten mellan den 24 och 25 april 1915 greps drygt 100 armeniska intellektuella i Konstantinopel, vilka deporterades och avrättades. Några veckor senare hade tusentals armenier i ledande positioner mördats. Många av dem var vänner till de ungturkiska ledarna.
Redan i mars 1915 började de osmanska myndigheterna deportera hela armeniska ortsbefolkningar i trakten av Zeitun till det inre av Mindre Asien eller till Mesopotamien, och i april samma år förekom i Van den första större massakern. Den framställdes av myndigheterna med orätt som ett undertryckt armeniskt upprorsförsök och gav förevändning för en provisorisk lag av den 27 maj 1915 som bemyndigade militärbefälet att till andra orter deportera ”stads- och bybefolkningar, vilka misstänkas för förräderi eller spioneri”. Deportationerna verkställdes juni–augusti 1915 och beräknas ha drabbat 1 400 000 armenier (hela den armeniska stads- och lantbefolkningen i Anatolien, Cilicien och Mesopotamien). 
Massakrer och våldsdåd av alla slag kännetecknade deportationerna, vilka måste anses ha åsyftat ett systematiskt förintande av den armeniska nationen. Hunger och farsoter rasade i koncentrationslägren vid kanten av den arabiska öknen, tvångsomvändelse till islam förekom i stor skala och den första stora deportationen följdes senare av nya massakrer och deportationer ända till hösten 1918, då i Baku den 15–17 september uppemot 30 000 armenier bragtes om livet. De i samband med massakrer och deportationer omkomna armeniernas antal beräknas av den tyske orientalisten Johannes Lepsius till omkring en miljon av en till 1 845 450 beräknad armenisk befolkning i Turkiet. 
Officiellt motiverades våldsåtgärderna med spioneri, uppror och upprorsförberedelser samt massakrer på muslimer från armenisk sida, men dessa beskyllningar var i de allra flesta fall ogrundade eller obevisliga. På ententehåll beskylldes tyskarna för att ha uppmuntrat osmanska regeringen till våldspolitiken mot armenierna eller åtminstone tyst ha tolererat den. Det har emellertid påvisats att de tyska myndigheterna gjorde ständiga framställningar med anledning av de våldsdåd som kom till deras kännedom, men att all tysk inblandning bryskt avvisades av osmanska regeringen, som under Enver paschas och Talaat paschas ledning i sin armeniska politik fogade sig efter de ungturkiska kommittéernas påtryckningar.
Trupper och avdelningar inom de reguljära osmanska militär- och polismakterna och kurdiska stamkrigare utförde folkmordet tillsammans.

### Antal dödade
Det är ännu år 2025 inte helt klarlagt vad som hände – ämnet är tabubelagt i Turkiet och har lett till spänningar mellan de moderna staterna. De flesta forskare hävdar att mellan 800 000 och en miljon armenier dog; de flesta av dem dog 1915, men folkmordet fortsatte fram till 1923 (efter första världskrigets slut). Armeniska myndigheter menar att minst en och en halv till två miljoner armenier dödades i folkmordet, medan Turkiet hävdar att det endast var 400 000. En modern källkritisk undersökning, som bygger på tillgänglig befolkningsstatistik i de berörda områdena, säger 700 000 mördade i anslutning till sina bostäder och 600 000 försvunna under deportation, vilket sammanlagt ger 1,3 miljoner människor.
Den brittiska militären som stred mot osmanska styrkor i södra Syrien och Mesopotamien tog emot många vittnesmål om händelserna. Den brittiska diplomaten Gertrude Bell sparade en rapport som blivit kvar efter ett förhör med en tillfångatagen osmansk soldat:
”Vår bataljon lämnade Aleppo den 3 februari, och nådde Ras al-var Ain efter tolv timmar. Där såg vår bataljon nästan 12 000 armenier som drevs i en sorts dödsmarsch under ledning av några hundra kurder. Kurderna kallades för gendarmer, men i verkligheten var de soldater omgjorda till slaktare. De hade order att föra bort alla armenier, både män och kvinnor, till olika destinationer. Man hade hemliga anvisningar om att döda alla män, alla barn och gamla kvinnor. Vad unga kvinnor utsattes för är obeskrivbart. En av gendarmerna erkände att han själv dödat över 100 armeniska män. I öknen fylldes tomma cisterner och grottor med lik av armenierna som dött av svält eller uttorkning under marschen.”

### Ögonvittnen
- Alma Johansson, svensk missionär
- Cossva Anckarsvärd, Sveriges envoyé i Osmanska riket
- M. Ahlgren, envoyé vid Sveriges beskickning i Osmanska riket
- Henry Morgenthau, senior, USA:s ambassadör i Osmanska riket
- Max Erwin von Scheubner-Richter, tysk vicekonsul
- Einar af Wirsén, svensk militär och diplomat
- Otto von Lossow, tysk militär
- Johannes Lepsius, tysk teolog

## Efterspel

### Hämnarna
Efter första världskrigets slut dömde en osmansk militärtribunal de främsta ungturkiska ledarna för folkmordet till döden. De fritogs dock vid slutet av rättegången och flydde till Europa där de levde under nya namn. Partiet Armeniska revolutionsfederationen (ARF) bestämde sig då för att på egen hand söka rättvisa och straffa de huvudansvariga genom att skicka ut "hämnare". Det hemliga uppdraget kallades "Operation Nemesis". Åren 1920–1923 mördades bland andra följande personer som ansågs vara skyldiga: Mehmed Talat (lade fram lagförslaget som gjorde folkmordet möjligt), Achmed Cemal (osmansk försvarsminister), Said Halim (osmansk storvesir), Bahattin Sakir (ledde dödspatrullerna), Cemal Azmi (guvernör i staden Trabzon), Behbud Khan Javanshir (osmansk inrikesminister), Khojski (Azerbajdzjans premiärminister) och Ismail Enver (osmansk härförare).

### Istanbulpogromen
En liknande massaker inträffade också 1955, den så kallade Istanbulpogromen, där turkar mördade greker och armenier.

### Terroristgruppen ASALA
Åren 1975–1986 terroriserade den armeniska organisationen ASALA (Armenian Secret Army for the Liberation of Armenia) Turkiet då de ansåg att det var fel att avsluta Operation Nemesis 1923. De mördade 21 turkiska diplomater vid 14 attacker i olika städer i Västeuropa.

### Händelser under 2000-talet
I den armeniska kulturen är folkmordet än i dag högst aktuellt. När Armenien 1990 frigjorde sig från det kollapsande Sovjetunionen skrev man i självständighetsförklaringen att en av grundpelarna för den nya staten skall vara att arbeta för ett internationellt erkännande av 1915 års folkmord. Den 24 april 2005 uppmärksammades av världens armenier som armeniska martyrernas dag.
Den 19 januari 2007 mördades den turkisk-armeniske skribenten Hrant Dink med tre skott i nacken på öppen gata i Istanbul. Dink dömdes år 2005 till sex månader villkorligt fängelse för att ha förolämpat den turkiska nationen genom att ha skrivit om det armeniska folkmordet. Mycket talar för att mordet på honom har med hans skriverier att göra då han av turkiska ultra-nationalister definierats som landsförrädare.

## Forskning och reaktioner
Armeniska folkmordet är, efter förintelsen, det mest studerade fallet av folkmord i modern tid. Några av de mest erkända folkmordsforskarna som forskat i frågan och erkänner massakrerna som folkmord är historikerna Yehuda Bauer, Yair Auron, Henry Huttenbach, Eric Weitz, Kurt Jonassohn, Yves Ternon, Richard Hovannisian och Ronald Suny, statsvetarna Robert Melson, Roger Smith och Colin Tatz, sociologerna Helen Fein, Vahakn N. Dadrian, Israel Charny (även psykolog) och Eric Markusen samt juristerna Raphael Lemkin, William Schabas, Alfred de Zayas, Roger W. Smith och Gregory Stanton. Till dessa kan man lägga den turkiske historikern Taner Akçam och svenskarna Klas-Göran Karlsson och David Gaunt (båda historiker) och Ove Bring (jurist och folkrättsexpert).
International Association of Genocide Scholars (IAGS), världens ledande auktoritet på området, har antagit en lång rad resolutioner och uttalanden i frågan. I resolutionen av den 13 juli 2007 sägs följande:
”ENÄR förnekande av folkmord vida anses som sista steget i ett folkmord och såtillvida skrinlägger bestraffningen av folkmordsförövarna, bereder det uppenbarligen väg för framtida folkmord,
ENÄR det osmanska folkmordet på minoritetsbefolkningen under och efter första världskriget vanligen beskrivs som folkmord på armenierna allena, med obetydligt erkännande av de kvalitativt likvärdiga folkmorden mot andra kristna minoriteter i det osmanska riket,
GÖRES VETERLIGT att det är den Internationella föreningen för folkmordsforskares övertygelse att den osmanska kampanjen mot kristna minoriteter i riket mellan 1914 och 1923 utgjorde ett folkmord på armenier, assyrier och pontiska och anatoliska greker.
GÖRES VIDARE VETERLIGT att Föreningen anmodar Turkiets regering att erkänna folkmordet på dessa folkgrupper, att utfärda en officiell ursäkt och ta skyndsamma och betydelsefulla steg mot återupprättelse.”

### Juridisk prövning av händelserna
År 2002 gjordes ett försök till försoning mellan armenier och turkar då man bildade en kommission som skulle granska händelserna under första världskriget. Kommissionen som fick heta Turkish-Armenian Reconciliation Commission (TARC) frågade en oberoende organisation om undersökning av massakrerna i ljuset av Förenta nationernas konvention om folkmord. Uppdraget gavs till International Center for Transitional Justice (ICTJ) som i sin tur lät ett oberoende juridiskt råd undersöka huruvida händelserna i osmanska Turkiet under första världskriget kunde kallas för folkmord. Analysen, som resulterade i en sjutton sidor lång rapport, sammanfattas i följande slutsats:
| ” | ... händelserna, i sin helhet, kan därför sägas innefatta folkmordsbrottets alla beståndsdelar som anges i Konventionen, och rättsforskare liksom historiker, politiker, journalister och andra skulle med fog kunna fortsätta beskriva dem som sådant. | „ |

### Internationella erkännanden

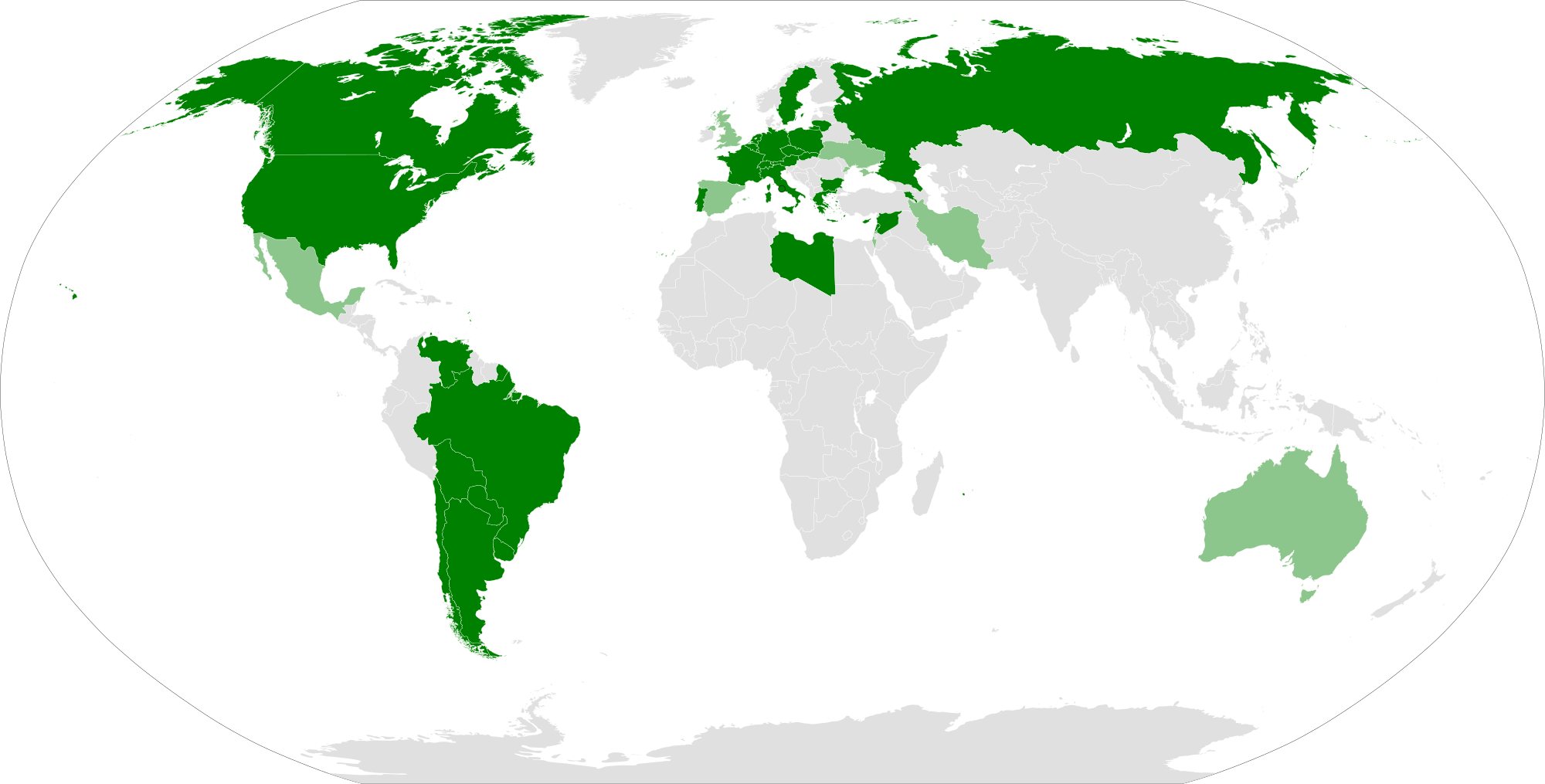
Politisk karta som visar vilka länder som officiellt erkänner händelserna som folkmord. Ljusgröna områden är länder där vissa politiska partier, provinser och/eller kommuner har erkänt händelserna som folkmord, oberoende av staten i övrigt.

Som reaktion på den turkiska statens förnekande av folkmordet har många exilarmeniska grupperingar verkat för officiellt erkännande från olika regeringar i världen. 29 nationer, och ett antal mer eller mindre självständiga regioner såsom Wales och 44 av USA:s delstater, har formellt erkänt det armeniska folkmordet som en bona fide historisk tilldragelse. Den mördade turkisk-armeniske skribenten Hrant Dink uttryckte ofta uppfattningen att sådana kampanjer för erkännande är till föga hjälp.

#### USA
I mars 2007 undertecknade Condoleezza Rice och Robert M. Gates ett öppet brev till kongressen, i vilket de varnade för att ett formellt erkännande från USA:s sida ”kan skada amerikanska trupper i fält” genom att motarbeta Turkiet. Den 4 mars antog utrikesutskottet i kongressens representanthus en icke-bindande resolution om att morden på armenier 1915 under Osmanska riket var ett folkmord. Turkiet svarade med att kalla hem sin ambassadör från USA.
Den 10 oktober 2007 antog representanthusets utrikesutskott en resolution att händelsen ska rubriceras som folkmord (åtta tidigare utrikesministrar slöt upp bakom Rice och yrkade på avslag). I Turkiet blev reaktionen på resolutionen ett kritiskt uttalande från president Abdullah Gül och antiamerikanska demonstrationer på gatorna. För att USA officiellt ska beteckna händelsen som folkmord krävs en omröstning i hela representanthuset.
Den 4 mars 2010 antog utrikesutskottet i USA:s representanthus en ny resolutionen som uppmanar president Barack Obama att se till att USA formellt beskriver massakrerna som folkmord. Röstsiffrorna var 23–22.Turkiet svarade omedelbart med att ta hem sin ambassadör. Den 29 oktober 2019 erkände representanthuset i USA folkmordet. Detta sågs av Turkiets president Erdoğan som den största förolämpningen mot det turkiska folket.  Beslutet påverkade inte USA:s utrikesdepartements förhållningssätt till frågan. 
Joe Biden blev den förste amerikanske presidenten på 40 år att erkänna folkmordet genom ett uttalande i vita huset den 24 april 2021. Turkiets utrikesminister uttryckte kort därefter att landet förkastade Bidens uttalande. 

#### Sverige
På de svenska socialdemokraternas 36:e partikongress den 29 oktober 2009 antogs en motion om erkännande av folkmordet på armenier, assyrier/syrianer/kaldéer och pontiska greker under första världskriget. Partiet ska enligt beslutet verka för att Sverige, EU och FN ska göra detsamma.
Den 11 mars 2010 beslutade riksdagen att uppmana regeringen att erkänna folkmordet, men beslutet har aldrig verkställts av svenska regeringar. Turkiet svarade omedelbart med att ta hem sin ambassadör. Statsminister Fredrik Reinfeldt och utrikesminister Carl Bildt beklagade riksdagens beslut, och Carl Bildt menade att man inte ska “politisera historien”.
I riksdagens beslut inkluderas de så kallade pontiska grekerna. Huruvida dessa kan sägas ha blivit utsatta för ett folkmord är omstritt bland forskare.
Minnesmärken på offentlig plats har diskuterats politiskt i Örebro kommun och Botkyrka kommun, men planerna har försvårats av förhållandet att sådana minnesmärken ligger inom utrikespolitikens område, och kommunerna känner sig förhindrade att ta positiva beslut i en sådan fråga så länge som regeringen inte tagit beslut om Sveriges hållning i folkmordsfrågan.
Stefan Löfven lovade under valrörelsen 2014 att driva frågan, men 2019 sa utrikesminister Margot Wallström att det verkar vara svårt för Sverige att erkänna folkmordsanklagelserna, därför att det är svårt att ta fram starka bevis när inget vittne lever. Utrikesminister Ann Linde gick på årsdagen 2021 av händelsen ett steg längre än tidigare utrikesministrar, då hon på Twitter erkände händelsen som ett massövergrepp, men fick också kritik för att regeringen fortfarande inte erkände händelsen som folkmord.

#### Lista
Följande länder och organ har officiellt erkänt det armeniska folkmordet som sann historisk händelse:

- 1965 Uruguay (lag 2004)
- 1982 Cypern
- 1985 UNCHR:s underkommission för förhindrande av diskriminering och skydd av minoriteter
- 1987 EU
- 1988 Armenien
- 1995 Ryssland
- 1996 Grekland
- 1997 Internationella föreningen för folkmordsforskare
- 1998 Belgien
- 1998 Frankrike (lag 2001)
- 2000 Italien
- 2000 Libanon
- 2000 Vatikanstaten
- 2002 International Center for Transitional Justice
- 2003 Argentina (lag 2006)
- 2003 Schweiz
- 2004 Kanada
- 2004 Slovakien
- 2004 Nederländerna
- 2005 Litauen
- 2005 Polen
- 2005 Venezuela
- 2007 Chile
- 2010 Sverige[34]
- 2014 Bolivia
- 2015 Brasilien
- 2015 Bulgarien
- 2015 Luxemburg
- 2015 Österrike
- 2015 Paraguay
- 2015 Syrien
- 2015 Tjeckien
- 2016 Tyskland[35]
- 2021 USA[36]
- 2021 Lettland

### Förbud att förneka folkmordet i Frankrike
I januari 2012 beslutade franska senaten att ett förnekande av folkmordet var kriminellt. Turkiet svarade med att upprätta sanktioner mot Frankrike redan i december 2011 innan lagen trätt i kraft. 

### Förbud att erkänna folkmordet i Turkiet
Turkiets domstolar anser att det strider mot Turkiets grundlagar att påstå att folkmordet mot armenier ägt rum. Denna tolkning har gjort att människor blivit fängslade för att ha skrivit i tidningar eller givit ut böcker som påstår detta. Denna hållning lärs också ut i Turkiets skolor.
Artikel 301 i strafflagen talar om förbud mot att ”förolämpa turkiskheten” och har använts för att åtala journalister och författare (till exempel nobelpristagaren Orhan Pamuk) som kritiserat den turkiska statens beskrivning. Hrant Dink dömdes år 2005 till sex månader villkorligt fängelsestraff för att ha ”förolämpat den turkiska nationen” genom att ha skrivit om det armeniska folkmordet.

## Beskrivningar i kulturen
Folkmordet har genom åren skildrats inom skönlitteraturen av flera författare. Franz Werfel berättar i sin roman De fyrtio dagarna på Musa Dagh från 1935 en historia om ett försök till kollektivt försvar. Efter en inledande redovisning av läget – sett genom den utrikes bosatte hemvändande armeniern Bagradians ögon och hans spirande engagemang för och väg till insikt om vad som höll på att ske – börjar beskrivningen av själva utrensningarna. Slutligen tar Bagradian initiativ till att 4 000 armenier gräver ned sig bland kullarna och håller ut mot överväldigande osmanska styrkor. Efter mer än 40 dagar undsätts de av en fransk flottenhet, som bland sina befäl har en fransk sjöofficer av armenisk härkomst. 
I verkligheten varade motståndet som upprätthölls på Musa Dagh i 53 dygn och inte 40. Jungk menar att Werfels avvikelse ”framkallar bibliska associationer: syndafloden varade i fyrtio dagar och nätter, Moses tillbringade fyrtio dagar och nätter på berget Sinai, Israels tid i öknen var fyrtio år”. Det franska örlogsfartyget Guichen tillsammans med tre andra örlogsfartyg, inklusive det franska flaggskeppet Jeanne D’Arc, och ett brittiskt trupptransportfartyg förde i skytteltrafik ut de 4 000 som var kvar på Damlayik och transporterade dem i säkerhet till Port Said i Egypten. Werfels Bagradian var inspirerad av stadens verklige försvarsledare, Moses Derkalousdian. I stället för att drabbas av samma öde som Bagradian flyttade denne till Beirut i Libanon flera år efter krigsslutet, bodde där under resten av sitt liv och var tjänsteman i Libanons regering under flera årtionden. Derkalousdian blev en stillsam och blyg riksdagsman, som dog vid 99 års ålder (år 1986).
Boken filmatiserades 1982 som en ”low-profile production”, vilket dock lät sig göras först efter flera försök (det första skedde redan 1934 av MGM med Clark Gable i huvudrollen) som fått ställas in på grund av påtryckningar från turkiska myndigheter. 2006 sade Sylvester Stallone att han ville regissera en film om det hjältemodiga försvaret av Musa Dagh 1915 baserad på Werfels roman. Enligt professor Savaş Eğilmez på Atatürk-universitetet tvingade dock en enorm turkisk e-postkampanj under 2007 honom att avstå från att göra filmen.
Det armenisk-amerikanska metal-bandet System of a Down har engagerat sig i att upplysa om folkmordet och varje år har de en konsert till minne av detta. Deras låtar P.L.U.C.K. (Politically Lying Unholy Cowardly Killers) och Holy Mountains tillägnas folkmordets offer.